# Gare de La Seyne - Six-Fours
Gare de La Seyne - Six-Fours vasútállomás Franciaországban, La Seyne-sur-Mer településen.

## Vasútvonalak
Az állomást az alábbi vasútvonalak érintik:
- Marseille–Ventimiglia-vasútvonal

## Kapcsolódó állomások
A vasútállomáshoz az alábbi állomások vannak a legközelebb:
- Gare de Toulon
- Gare d’Ollioules - Sanary